# Carl Dahl (Maler, 1810)
Carl Ferdinand Dahl (* 13. Februar 1810 in Berlin; † 2. Mai 1887 in Osnabrück) war ein deutscher Landschaftsmaler der Düsseldorfer Schule.

## Leben
Dahl begann seine künstlerische Ausbildung in Berlin. Von 1833 bis 1838 besuchte er die Kunstakademie Düsseldorf. Dort studierte er in der Landschafterklasse von Johann Wilhelm Schirmer. Von 1857 bis 1866/1867 war Dahl Mitglied des Künstlervereins Malkasten. Im Jahr 1884 meldete er in Danzig ein Patent für ein Verfahren zur Herstellung von Sulfatpaste an, das zur Herstellung Kraftpapier Verwendung fand.

## Werke (Auswahl)

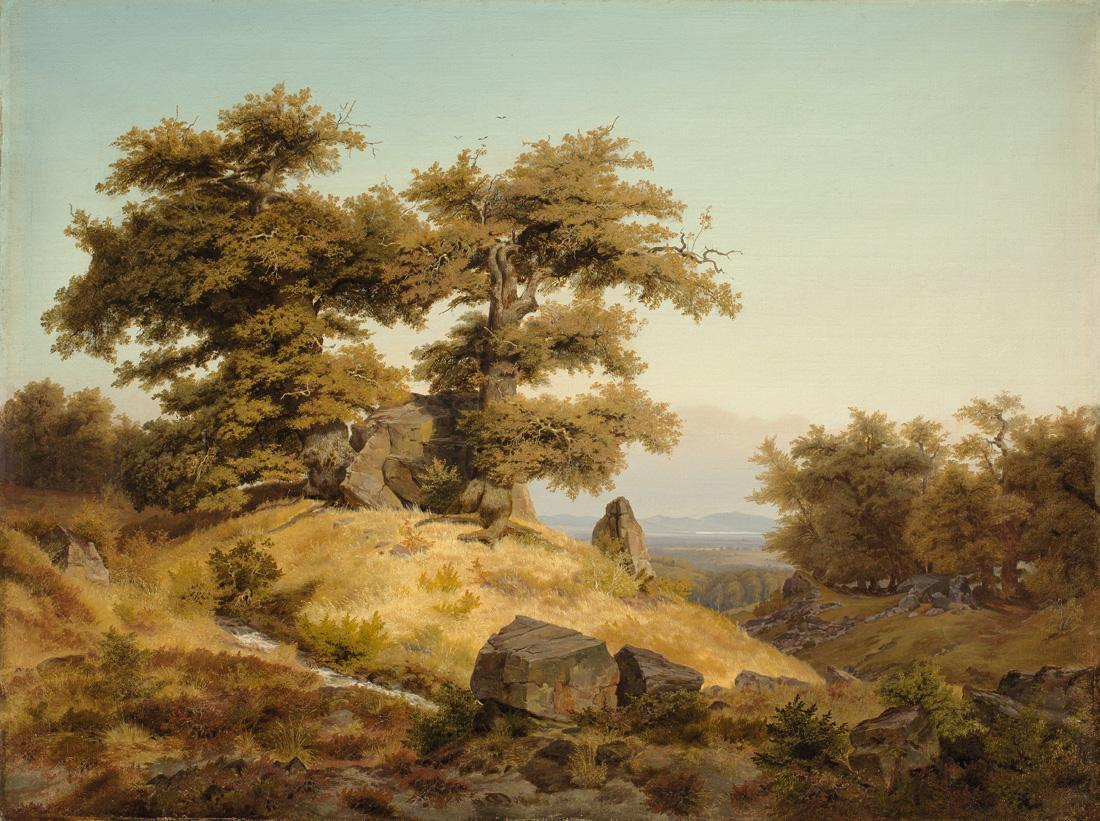
Blick ins Rheintal, 1836

- Stier und Esel auf der Weide, 1830er Jahre, Zeichnung, Museum Kunstpalast, Düsseldorf
- Landschaft an der Elbe, 1832, Von der Heydt-Museum, Wuppertal[3]
- Das naturalistische Arkadien, Federzeichnung, 1834[4]
- Im Ahrtal, Federzeichnung, 1834[5]
- Landschaft mit Kirchgängern, 1834, Zeichnung, Museum Kunstpalast, Düsseldorf
- Schloss im Gebirge, 1835, Hamburger Kunsthalle
- Blick ins Rheintal, 1836
- Landschaft mit schroffer Felsenpartie und Bergsee, 1840
- Blick auf das Heidelberger Schloss und den Neckar, 1847
- Landschaft im Hunsrück, 1848
- Auf der Hochalm, 1853
- Rheinische Landschaft, 1856
- Burg Eltz, 1856
- Winterlandschaft mit Bauernhaus an einer Brücke, 1857
- Rheinlandschaft an der Loreley, 1859
- Landschaft mit Burgruine und Kuhherde, 1861
- Sonniger Tag am Rhein
- Gotische Kapelle am Ufer einer Rheinschleife